# Cynodontia

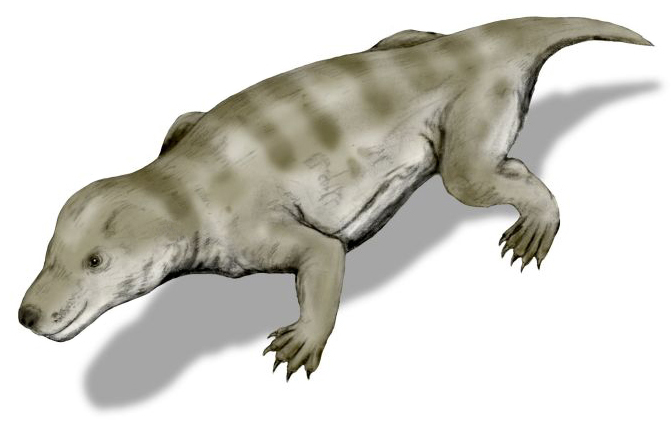
Thrinaxodon a kora triász kori Dél-Afrikából

A Cynodontia („kutyafogú”) az emlősszerűek egyik alrendje. Az emlősszerűek egyik legszétágazóbb csoportja. A késő perm földtörténeti kor és a kora kréta kor között éltek, de leszármazottaik közül máig fennmaradtak az emlősök.

## Jellemzőik
A Cynodonták már az emlősök csaknem minden sajátságával rendelkeztek. A fogaik teljesen szétváltak, koponyaüregük kiszélesedett a fej hátulján. Közülük sok csoport felegyenesedett tartásban járt. A mai emlősöktől eltérően tojásokat raktak (ahogy a mezozoikumi korai emlősök is). Temporalia koponyacsontjuk (Ossa temporalia) lyukai nagyobbak voltak, mint elődeiké, a zygomatikus ív kiszélesedése erősebb állkapocsizomzatot tett lehetővé, így koponyájuk emlősszerűbbé vált. Rendelkeztek az orrüreget és a szájüreget elválasztó másodlagos szájpadlással, ami a fejletlenebb emlősszerűeknél még nem volt meg, kivéve a Therocephalia alrend tagjait, akik a Cynodonták legközelebbi rokonai voltak. Alsó állkapcsuk legnagyobb csontja a mandibula volt, a kisebb csontok a fülekhez húzódtak. A Cynodonták valószínűleg már melegvérűek voltak és testüket szőr fedte.

## Taxonómiájuk és filogenetikájuk
- Rend Therapsida
  - Alrend CYNODONTIA
    - Család Dviniidae
    - Család Procynosuchidae
      - Procynosuchus

    - Epicynodontia
      - Család Galesauridae
      - Család Thrinaxodontidae
        - Thrinaxodon

      - Alrendág Eucynodontia
        - (Besorolatlan) Cynognathia
          - Család Cynognathidae
          - Család Tritylodontidae
            - Oligokyphus
            - Tritylodon

        - (Besorolatlan) Probainognathia
          - Ecteninion
          - Család Chiniquodontidae
          - Család Probainognathidae
          - Család Trithelodontidae
          - Mammaliaformes